# Melissa Horn
Astrid "Melissa" Edwarda Horn Weitzberg, cuyo nombre artístico es Melissa Horn, es una artista de Pop sueca nacida el 8 de abril de 1987. Es hija de la también cantante Maritza Horn.

## Biografía
Ella nació en una zona de Södermalm, ubicada en Stockholm, Suecia.  Tiene 5 hermanos.  Ella empezó a tocar la guitarra y escribir canciones a los 16 años.  Ella tomaba clases de canto en el instituto y consiguió un contrato discográfico antes de terminar la escuela.

## Carrera artística
El 30 de abril de 2008 se lanzó el álbum de debut de Melissa Horn, Långa nätter, seguido el 14 de octubre de 2009 por Säg ingenting till mig con el que llegó al gran público, obtuvo Nominaciones a los Grammy y se convirtió en disco de oro. El 16 de septiembre de 2011 se lanzó una secuela de este álbum, Innan jag kände dig que en la semana de lanzamiento lideró las listas de venta de álbumes en Suecia.  El 2 de octubre de 2013 se lanzó Om du vill vara med mig y el 27 de noviembre de 2015 se lanzó Jag går nu.
Ella ha interpretado en Suecia, Noruega, y Dinamarca. 
Melissa Horn cantó "Kungsholmens hamn" en recuerdo a las víctimas de los atentados de Noruega de 2011 en Utøya y Oslo.

## Discografía

### Álbumes
| Título del álbum        | Detalles del álbum | Posición máxima en listas | Posición máxima en listas | Posición máxima en listas |
| Título del álbum        | Detalles del álbum | SWE                       | NOR                       | DEN                       |
| ----------------------- | --- | ------------------------- | ------------------------- | ------------------------- |
| Långa nätter            | - Lanzado el 30 de abril de 2008 - Discográfica: Sony Music/Arista Records - Formato: CD, descarga digital               | 7                         | —                         | —                         |
| Säg ingenting till mig  | - Lanzado el 14 de octubre de 2009 - Discográfica: Sony Music - Formato: CD, descarga digital                            | 4                         | 2                         | 15                        |
| Innan jag kände dig     | - Lanzado el 14 de septiembre de 2011 - Discográfica: Sony Music/Svedala - Formato: CD, descarga digital                 | 1                         | 3                         | 26                        |
| Om du vill vara med mig | - Lanzado el octubre de 2013 - Discográfica: Sony Music/Svedala - Formato: CD, descarga digital                          | 2                         | 1                         | —                         |
| Jag går nu              | - Lanzado el 27 de noviembre de 2015 - Discográfica: Sony Music/Svedala - Formato: CD, disco de vinilo, descarga digital | —                         | —                         | —                         |

### Singles
| Año  | Single                                         | Posición máxima en listas | Posición máxima en listas | Certificados de ventas | Álbum                   |
| Año  | Single                                         | SWE                       | NOR                       | Certificados de ventas | Álbum                   |
| ---- | ---------------------------------------------- | ------------------------- | ------------------------- | ---------------------- | ----------------------- |
| 2007 | "Långa nätter"                                 | —                         | —                         |                        | Långa nätter            |
| 2007 | "Kungsholmens Havn"                            | —                         | 3                         |                        | Långa nätter            |
| 2008 | "En famn för mig"                              | —                         | —                         |                        | Långa nätter            |
| 2008 | "Som jag hade dig förut" (con Lars Winnerbäck) | 58                        | —                         |                        | Långa nätter            |
| 2009 | "Lät du henne komma närmre"                    | 20                        | —                         |                        | Säg ingenting till mig  |
| 2009 | "Jag kan inte skilja på"                       | 52                        | —                         |                        | Säg ingenting till mig  |
| 2010 | "Falla fritt"                                  | —                         | —                         |                        | Säg ingenting till mig  |
| 2011 | "Innan jag kände dig"                          | —                         | —                         |                        | Innan jag kände dig     |
| 2011 | "Under löven"                                  | 40                        | —                         |                        | Innan jag kände dig     |
| 2011 | "Jag saknar dig mindre och mindre"             | 35                        | —                         |                        | Innan jag kände dig     |
| 2013 | "Om du vill vara med mig"                      | 52                        | —                         |                        | Om du vill vara med mig |
| 2015 | "Du går nu"                                    | 52                        | —                         |                        | Jag går nu              |
| 2015 | "Jag har gjort det igen"                       | —                         | —                         |                        | Jag går nu              |